# Синду
Синду (фр. Sindou) - місто і міська комуна в Буркіна-Фасо, в області Каскади. Адміністративний центр провінції Лераба.
Розташоване в південно-західній частині країни, недалеко від кордонів з Малі і Кот-д'Івуаром, на висоті 350 м над рівнем моря .
Населення міської комуни (департаменту) за даними перепису 2006 року становить 18 484 осіб . Населення самого міста Синду за даними на 2003 рік налічувало 4009 чоловік. Крім власне міста Синду міська комуна включає ще 10 сіл.